# Lachtan antarktický
Lachtan antarktický (Arctocephalus gazella) patří do skupiny šelem, jejichž končetiny se proměnily v ploutve a celkově jsou výborně přizpůsobené k životu ve vodě.

## Výskyt
Lachtani antarktičtí žijí více na jihu než ostatní druhy, až v oblastech blízkých Antarktidě. Jejich místa výskytu jsou vymezena na sezónně volné, nezamrzlé vody Jižního oceánu a jižních oblasti Atlantského, Indického i Tichého oceánu v místech s vlivem antarktické konvergence. Žijí ve volném moři a k odpočinku vylézají na pobřeží. Někteří samci a nedospělé kusy se zdržují poblíž ostrovů po celý rok, samice k pevnině připlouvají většinou jen v době vrhu mláďat a k páření. Mláďata se zdržují poblíž mateřského ostrova a teprve s nástupem zimy ustupují k severu.
V největší koncentraci bývají u Jižní Georgie a Jižních Sandwichových ostrovů. Dále se vyskytují u Crozetových ostrovů, Kerguelenových ostrovů, Jižních Shetlandských ostrovů, Bouvetova ostrova, Heardova ostrova a McDonaldových ostrovů, ostrovů prince Edvarda a u ostrova Macquarie. Jednotlivci bývají nalezeni i mnohem severněji, například až u severních břehů Brazílie.

## Popis
U tohoto druhu je velmi patrný sexuální dimorfismus, samec bývá téměř čtyřikrát těžší než samice, průměrná hmotnost samce je přes 130 kg a samice jen 35 kg. Samci jsou i mnohem delší, v průměru měří 180 cm, zatím co samice jen 130 cm. Své tělo mají pokryto chlupy, vyjma oblastí kolem nozder, uší a ploutví. Ze všech ploutvonožců mají nejdelší vousy. Na zadních končetinách mají drápy kterými si čistí dvouvrstvou srst. Samci jsou šedohnědé barvy a mají tmavší tlamu a mívají prošedivělou hřívu. Samice jsou na hřbetě také šedohnědé, ale na krku a hrudníku světle šedé až bílé. Samci jsou vybaveni velkými špičáky kterých používají v soubojích. Narozené mládě váží 4,5 až 6,5 kg a bývá dlouhé 60 až 70 cm. Po narození mají měkkou, téměř vlněnou srst na zádech černé a na břichu hnědé barvy, za 2 až 3 měsíce přelínají do stříbrně šedé a tu mají až do dospělosti.
Velmi dobře plavou a potápějí se, veslují předními nohama a zadními kormidlují. U samců byl zaznamenán ponor do hloubky 350 m, zatím co u samic jen 210 m, pod vodou mohou pobýt i 5 minut. Díky svým volným předním končetinám, které mohou ohnout pod tělo, jsou rychlí i na pevnině, krátkodobě se pohybují i rychlostí 20 km/h. Po kluzkých skalách i v porostech hustých travin se pohybují rychleji než lidé.
Živí se rybami, krilem, hlavonožci a korýši. V různém období se živí rozdílnou stravou, kojící samice se živí hlavně krilem, v zimním období tvoří kril jednu a ryby druhou polovinu potravy. Příležitostně samci napadají i menší tučňáky.

## Způsob života

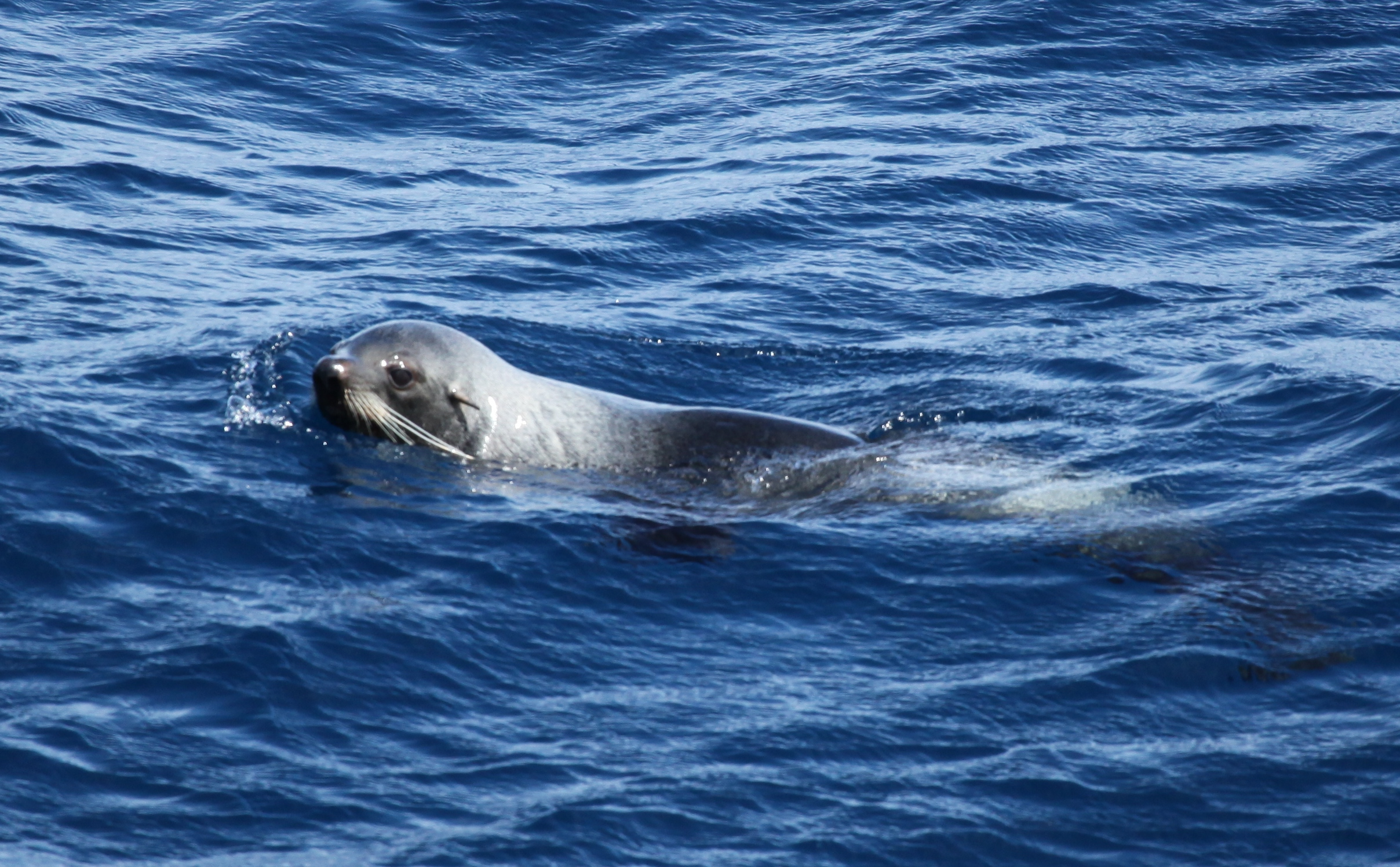
Lachtan antarktický blízko ostrovů Jižní Shetlandy, Antarktida

Jsou to polygamní živočichové, samci se páří s vícero samicemi. Asi měsíc před příchodem samic vystupují samci na břehy kde mezi sebou tvrdě soutěží o území která bývají velká asi 50 m². Za nejvýhodnější považují prostory v blízkosti moře ale bezpečně nad hranicí přílivu. Konkurence mezi samci je tvrdá a často se navzájem zraňují. Mladí a slabší jsou vytlačováni na okraj kolonie, do zápasu o možnost se spářit se zapojují většinou jen starší samci. Aby si udrželi svou vydobytou pozici neodcházejí samci po celou dobu pobytu za potravou, hubnou zhruba o 1,5 kg denně.
Asi v polovině října nebo listopadu připlouvají k ostrovům samice, převážně na stejné hnízdiště jako předešlého roku. Zhruba za dva dny po připlutí rodí samice většinou jedno mládě počaté v předešlém roce. Po narození zůstává kojící matka u mláděte do 10 dnů, pak střídavě odchází na 4 až 5 dnů za potravou do moře v blízkosti ostrova a opět se na 1 až 2 dny vrací. Po návratu matky se navzájem poznávají podle hlasu a pachu. Samci se o potomky nezajímají. Některá mláďata zkoušejí plavat již v lednu, většinou to však dobře umí až v březnu.
Samice jsou schopny se pářit šestý až sedmý den po porodu, na což samci netrpělivě čekají. V průměru se samec páří průměrně s 15 samicemi, výjimečně schopní i s 25. Těhotenství trvá 11,75 měsíců, z toho přibližně 4 měsíce je utajená březost (vývoj zygoty se zastaví). Páření probíhá na pevnině, samci následně odcházejí do vody za potravou.
Průměrně za 4 měsíce jsou mláďata odstavena a odcházejí do oceánu, matky se však od nich příliš nevzdalují a nosí jim potravu. S nástupem tamní zimy odplouvají od pobřeží i s matkami, není známo zda někam všichni migrují nebo se pouze rozptýlí. Někteří samci a starší nedospělci zůstávají na pevnině po celý rok.

## Výhled
V 18. a 19. století byl lachtan antarktický velmi intenzivně loven a jeho stavy se značně ztenčily. Po 1964 byl prohlášen za ohrožený druh a podle Úmluvy o mezinárodním obchodu s ohroženými druhy volně žijících živočichů a rostlin byl zakázán obchod s jeho kožešinami. Přestal se lovit a počty se podstatně zvýšily, v současnosti je jeho stav odhadován na 4 až 7 miliónů zvířat. Dobrý populační vývoj se dává do souvislostí s úbytkem velryb, zbývá pro ně více potravy, krilu.
Průměrná délka života ve volné přírodě je u samic 23 let, u samců 13 let, pohlavně dospívají asi ve 4 létech. Jejich hlavními predátory jsou tuleň leopardí a kosatka dravá, v severnějších polohách i mnozí žraloci.

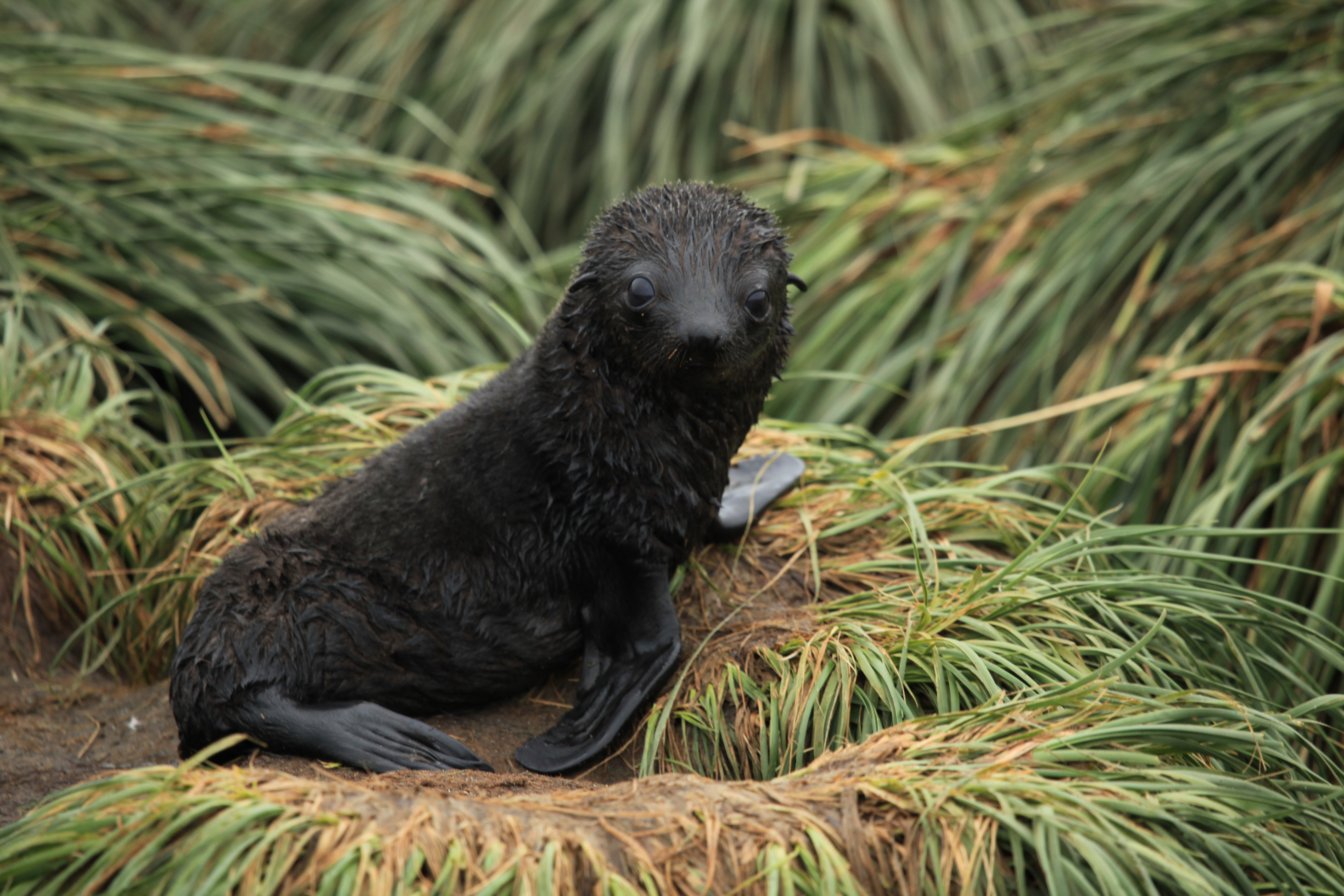
Čerstvé mládě
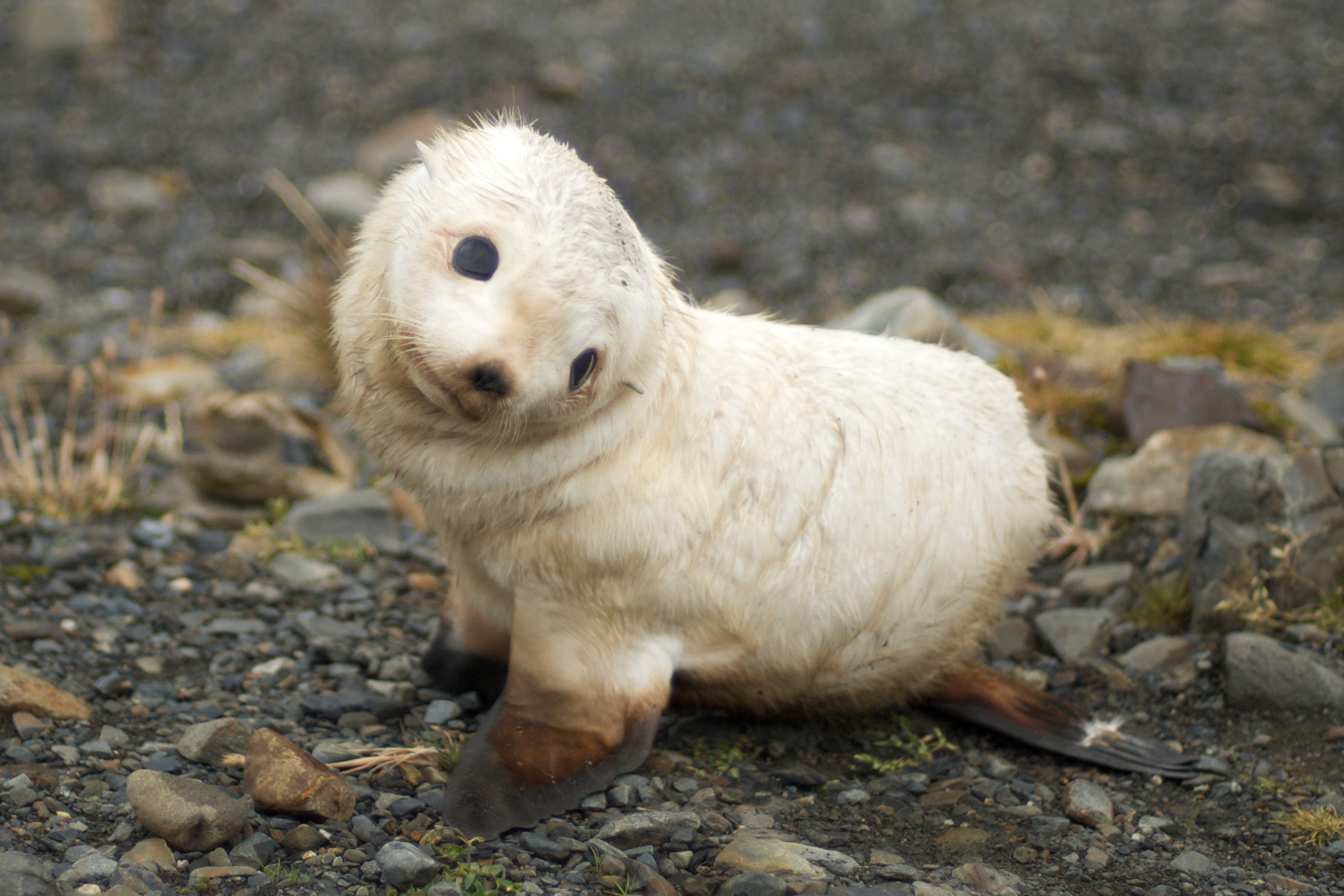
Malý albín
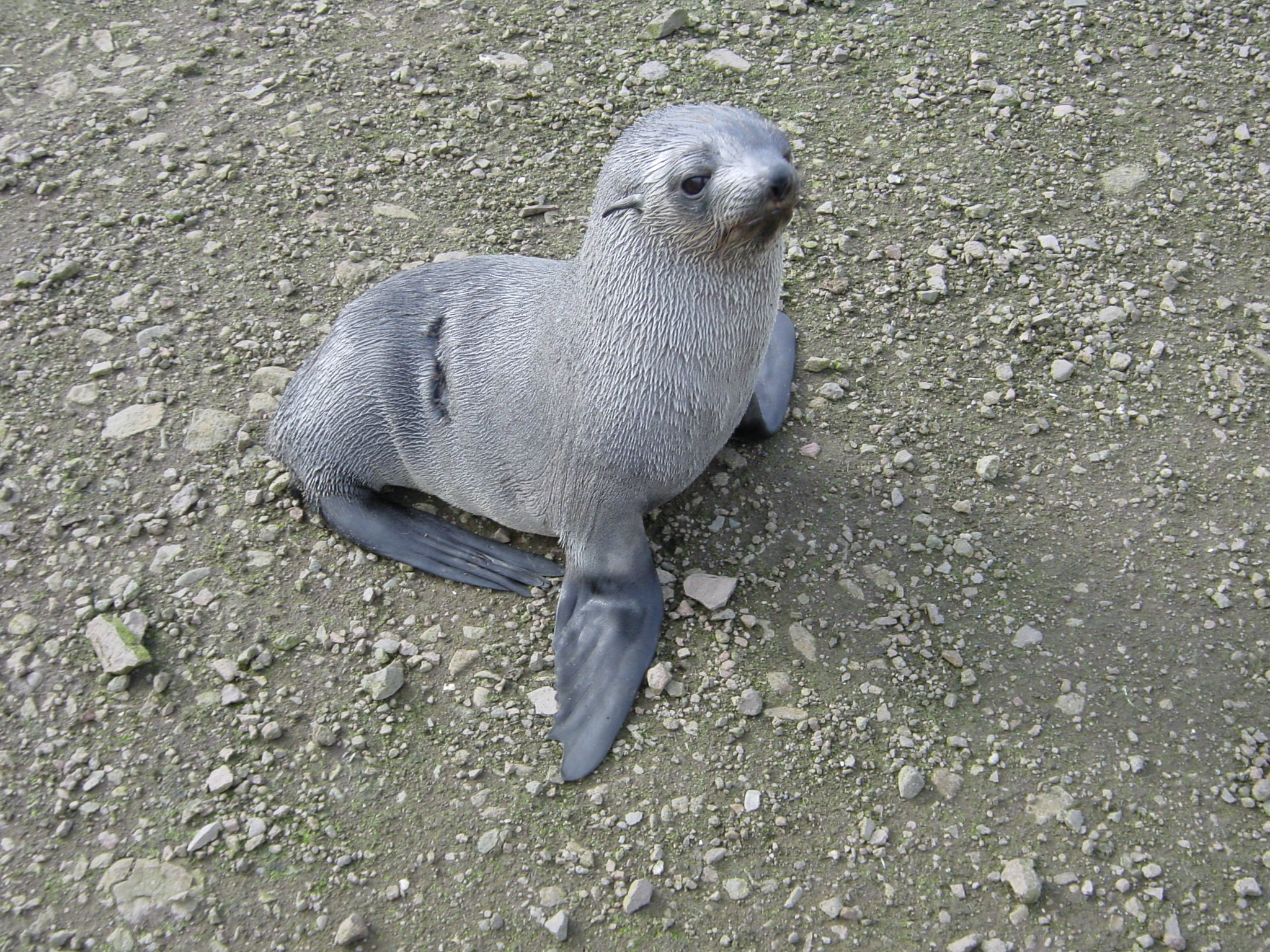
Povyrostlé mládě